# Dream Street (álbum de Janet Jackson)
Dream Street es el segundo álbum de estudio de la cantante estadounidense Janet Jackson, lanzado el 23 de octubre de 1984.
Más pop que el alma "bubblegum soul" de su álbum debut, el álbum no fue el gran éxito que el padre de Janet, Joe Jackson, pensó que sería, alcanzando el número 147 en el Billboard 200 en 1984. Hoy en día, este es el álbum más raro de Jackson y es muy buscado por los fanes, y todavía está disponible como una importación japonesa muy cara. El álbum tuvo un modesto hit para Jackson, el Top 10 en la lista de sencillos R&B "Don't Stand Another Chance", producido por su hermano Marlon Jackson. Además, el video de la canción "Dream Street", su primer video musical, fue filmado durante el rodaje de la serie de televisión Fame.
Esta sería el último de los álbumes anteriores al estrellato de Jackson. Ella saldría de su chirriantes sonidos limpios con su álbum Control en 1986.
Dream Street se puso a disposición en iTunes el 15 de mayo de 2007.

## Recepción
Con una calificación de 2 estrellas de 5, Ed Hogan de "Allmusic" comentó: "Escuchar Dream Street de Janet Jackson trae a la mente recuerdos de los entonces cantantes adolescentes que aparecían en American Bandstand. El primer sencillo, "Don't Stand Another Chance", fue un asunto de familia, producido por su hermano Marlon Jackson y con vocales adheridos de Michael Jackson. Fue un éxito Top 10 en las listas de sencillos R&B en el verano de 1984. La versión "Extended 12´´ Mix" es muy buena, demostrando un destacado trabajo de sintetizadores por John Barnes. Otros destaques son la canción Minneapolis funk "Pretty Boy" producida por Jesse Johnson, y ambas "Hold Back the Tears" y "If It Takes All Night" son ejemplos primarios del agradable pop de los 80.".
Ken Tucker de "The Philadelphia Inquirer" le dio una calificación pasable, diciendo: "Una pequeña pero agradable sorpresa: la hermana menor de The Jacksons ha aparecido con un álbum consistentemente más entretenido que el producto Victory de sus hermanos. La mayoría de las canciones de Dream Street tienen un lustroso brillo pop, y el dueto de Janet con el pop star británico Cliff Richard, "Two to the Power of Love", es pegadizo, aunque totalmente olvidable. Casi todo el tiempo Janet elige ritmos disco astutos, los cuales son sencillos de escuchar.".

## Listado de canciones
| Standard/Vinilo/CD/Cassette/Descarga MP3 |                              |                                 |                              |          |  |
| N.º                                      | Título                       | Escritor(es)                    | Productor(es)                | Duración |  |
| 1.                                       | «Don't Stand Another Chance» | Marlon Jackson, John Barnes     | M. Jackson                   | 4:14     |  |
| 2.                                       | «Two to the Power of Love»   | Peter Beckett, Steven A. Kipner | Giorgio Moroder, Bellotte    | 3:06     |  |
| 3.                                       | «Pretty Boy»                 | Jesse Johnson                   | Johnson                      | 6:32     |  |
| 4.                                       | «Dream Street»               | Moroder, Bellotte               | Bobby Watson, Moore, Winbush | 3:52     |  |
| 5.                                       | «Communication»              | Paul Bliss                      | Moroder, Bellotte            | 3:12     |  |
| 6.                                       | «Fast Girls»                 | Johnson                         | Johnson                      | 3:18     |  |
| 7.                                       | «Hold Back the Tears»        | Chris Eaton                     | Moroder, Bellotte            | 3:14     |  |
| 8.                                       | «All My Love to You»         | Marlon Jackson, Anthony Patler  | M. Jackson                   | 5:44     |  |
| 9.                                       | «If It Takes All Night»      | David A. Bryant, Jay Gruska     | Moroder, Bellotte            | 4:09     |  |

### B-Sides
| B-sides |                                                          |          |  |
| N.º     | Título                                                   | Duración |  |
| 1.      | «Rock 'N' Roll» (B-side de "Don't Stand Another Chance") | 4:10     |  |
| 2.      | «French Blue» (B-side de "Fast Girls")                   | 6:22     |  |

## Rankings
| Ranking (1984)                        | Mejor posición |
| ------------------------------------- | -------------- |
| U.S. Billboard 200                    | 147            |
| U.S. Billboard Top R&B/Hip-Hop Albums | 19             |

## Créditos
| - Beth Andersen - voces de fondo - John Barnes - teclado, programación, sintetizadores, ritmo, producción asociada, programación de tambores, arreglos rítmicos y bajo - Arthur Barrow - bajo, arreglos, guitarra y teclado - Bill Bartell - ingeniería y mezcla - Steve Bates - ingeniería - Chuck Beeson - dirección artística - Pete Bellotte - producción - Bill Bottrell - ingeniería y mezcla - William Bottrell - ingeniería - Sam Emerson - fotografía e incrustaciones de fotografía - Dino Espinosa - voces de fondo - Jackie Espinosa - voces de fondo - Michael Espinosa - voces de fondo - Tito Espinosa - voces de fondo - Gary Falcone - voces de fondo - Mitchell Froom - arreglos y teclado - Brian Gardner - dirección - Steve Hodge - ingeniería - Jackie Jackson - voces de fondo - Janet Jackson - voces y dueto - Marlon Jackson - tambores, programación, voces de fondo, ritmo, producción, programación de tambores y arreglos rítmicos | - Michael Jackson - voces de fondo - Tito Jackson - voces de fondo - Jesse Johnson - producción - Marva King - voces de fondo - Harry Langdon - foto de portada - Peter Martinsen - ingeniería, remezclas y mezcla - Peggy McCreary - mezcla - Jonathan Moffett - tambores - Giorgio Moroder - producción - Melanie Nissen - diseño - Cecille Parker - estilo - Anthony Patler - teclado, ritmo y arreglos rítmicos - Greg Phillinganes - teclado, sintetizadores y bajo - Joe Pizzulo - voces de fondo - Brian Reeves - mezcla e ingeniería de mezclas - Cliff Richard - Voz en "Two to the Power of Love" - John Philip Shenale - arreglos y teclado - Jeremy Smith - ingeniería y mezcla - Julia Tillman Waters - voces de fondo - Julia Waters - voces de fondo - Maxine Willard Waters - voces de fondo - Richie Zito - guitarra |  |